# 帕钦
帕钦，是匈牙利包尔绍德-奥包乌伊-曾普伦州所辖的一个村。总面积33.94平方公里，总人口1417，人口密度41.8人/平方公里（2011年1月1日）。